# Deux nocturnes
Les Deux nocturnes, op. 32bis, sont une œuvre pour flûte, cor et piano (ou harpe) de Charles Koechlin composée entre 1897 et 1907.

## Présentation
Les Deux nocturnes sont composés entre 1897 et 1907.
L'œuvre, qui consiste en un trio pour une flûte, un cor et un piano (ou une harpe), est donnée en première audition privée plusieurs années après la mort du compositeur, le 23 juin 1963, par l'Ensemble instrumental Charles Koechlin, chez M. Lerique, à Verrières-le-Buisson, et créée en public le 22 juin 1965 à Sceaux par les mêmes interprètes.
La partition est publiée par les éditions Billaudot en 1989.

## Structure
Les Deux nocturnes, d'une durée moyenne d'exécution de six minutes environ, consistent en un diptyque, :
1. Venise ;
2. Dans la forêt.

Koechlin laisse également une troisième pièce, Idylle, ainsi qu'une quatrième, Églogue, incomplètes.
Otfrid Nies relève que le premier nocturne, Venise, « se confine plutôt dans un cadre conventionnel ». Dans le deuxième, Dans la forêt, le musicologue souligne en revanche que le compositeur « entrouvre déjà la porte vers un univers harmonique qui ne se réfère plus à la tonique ». L'effectif instrumental particulier choisi permet à Koechlin « de s'ébattre dans les plus fines nuances en fusionnant par exemple [...] le cor en sourdine avec la flûte ou en le faisant s'effacer insensiblement devant elle. C'est ainsi qu'il crée des moments de magie éthérée et d'équilibre flottant ».
Les Deux nocturnes portent le numéro d'opus 32bis dans le catalogue des œuvres de Charles Koechlin.

## Discographie
- Charles Koechlin : Musique de chambre, CD 2, Tatjana Ruhland (flûte), Joachim Bänsch (cor) et Yaara Tal (piano), SWR Music SWR19047CD, 2017[4],[5].

### Monographies
- Aude Caillet, Charles Koechlin : L'Art de la liberté, Anglet, Séguier, coll. « Carré Musique », 2001, 214 p. (ISBN 2-84049-255-5).
- Robert Orledge, Charles Koechlin (1867-1950) His Life and Works, Harwood Academic Publishers, 1989, 457 p. (ISBN 3-7186-4898-9).